# تایپ‌فیس (فیلم)
«تایپ‌فیس» (انگلیسی: Typeface) یک فیلم مستند به کارگردانی جاستین ناگان است که در سال ۲۰۰۹ منتشر شد. این فیلم پس از دو پیش نمایش مخفیانه در مرکز هنری واکر در مینیاپولیس منتشر شد. اولین نمایش بین المللی فیلم تایپ‌فیس در جشنواره بین المللی فیلم براتیسلاوا در اسلواکی بوده است.